# Sankta Maria kyrka, Borrby
Sankta Maria kyrka (även kallad Borrby kyrka) är en kyrkobyggnad i Borrby. Den är församlingskyrka i Gärsnäs församling i Lunds stift. Den nuvarande kyrkan ersatte en gammal stenkyrka från 1100-talet.
Den gamla kyrkan innehöll kalkmålningar utförda av Snårestadsgruppen. Akvarellkopior av dessa finns i den nya kyrkans sakristia.

## Kyrkobyggnaden
Kyrkan byggdes 1838-1841 efter ritningar av Jacob Wilhelm Gerss (1784-1844). Då var kyrkan enkel och stilren, men kyrkan fick fler utsmyckningar senare under 1800-talet. Bland annat har en stor tornspira med fyra mindre torn tillfogats.
I kyrkan finns även flera målade fönster som utförts av Stockholms Glasmåleri Neumann och Vogel 1910-1912.

## Inventarier
- Dopfunten är bevarad från den gamla kyrkan och har utförts i början av 1200-talet av den gotländska mästaren Calcarius. Mest utmärkande är akantusslingor som finns över hela funten samt de djur- och människohuvuden som syns vid foten. Dopfatet kom till år 1609 i samband med reformationen. Det finns även ett mindre dopfat från andra halvan av 1500-talet.
- Storklockan, Mariaklockan, är också bevarad från den gamla kyrkan och göts i Lübeck 1492 och kom till Borrby 1520. Klockan är den största kyrkklockan på Österlen och är dekorerad med en bild av Jungfru Maria med Jesusbarnet. Motivet användes även som sigill för Borrby församling. Klockan är 118 centimeter i diameter och 126 centimeter hög. Dessutom finns en mindre klocka, kallad lillklockan som dateras till 1617. Även den har tyskt ursprung.
- Mårten Eskil Winge utförde altartavlan 1866. Den stora oljemålningen heter Jesus kommer till byn.

På 1400-talet hängdes ett triumfkrucifix upp i kyrkans triumfbåge, men det har numera flyttats till Historiska museet i Lund.

### Orgel
- 1841 byggde Johan Lambert Larsson, Ystad en orgel. Den hade 8 manual- och 4 pedalstämmor. 20 februari 1863 så hölls en auktion på den med tillhörande läktare i Borrby skolhus.[2]
- 1863 byggde Johan Nikolaus Söderling, Göteborg en orgel med 20 stämmor.
- 1928 byggde A. Mårtenssons Orgelfabrik AB, Lund en orgel. Orgeln byggdes om 1939 av Th Frobenius & Co, Lyngby, Danmark och fick då 29 stämmor.
- Den nuvarande orgeln byggdes 1966 av A. Mårtenssons Orgelfabrik AB, Lund och är en mekanisk orgel. Fasaden är äldre än orgeln.

| Huvudverk I        | Svällverk II      | Öververk III    | Pedal          | Koppel |
| Kvintadena 16'     | Hålflöjt 8'       | Gedackt 8'      | Subbas 16´     | I/P    |
| Principal 8'       | Spetsgamba 8'     | Blockflöjt 4'   | Oktavbas 8'    | II/P   |
| Rörflöjt 8'        | Principal 4'      | Principal 2'    | Gedackt 8'     | II/I   |
| Oktava 4'          | Traversflöjt 4'   | Sifflöjt 1 1/3' | Koppelflöjt 4' | III/I  |
| Spetsflöjt 4'      | Nasat 2 2/3'      | Cymbel 2 chor   | Nachthorn 2'   |        |
| Rauschkvint 2 chor | Waldflöjt 2'      |                 | Mixtur 4 chor  |        |
| Mixtur 5 chor      | Ters 1 3/5'       |                 | Fagott 16'     |        |
| Trumpet 8'         | Mixtur 4 chor     |                 | Skalmeja 4'    |        |
|                    | Vox humana 8'     |                 |                |        |
|                    | Tremulant         |                 |                |        |
|                    | Crescendosvällare |                 |                |        |

#### Kororgel
Den nuvarande kororgeln byggdes 1976 av A. Mårtenssons Orgelfabrik AB, Lund och är en mekanisk orgel.
| Manual       |
| Gedackt 8'   |
| Rörpommer 4' |
| Principal 2' |
| Nasat 1 1/3' |